# Cronología de la investigación sobre euriptéridos

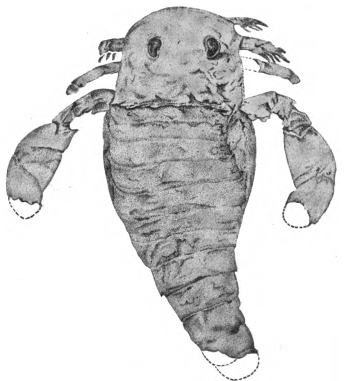
La reconstrucción más antigua de un euriptérido: figura de Eurypterus remipes por James E. De Kay (1825).

Esta cronología de la investigación sobre euriptéridos es una lista ordenada cronológicamente de importantes descubrimientos de fósiles, controversias de interpretación y revisiones taxonómicas de los euriptéridos, un grupo de artrópodos acuáticos extintos estrechamente relacionados con arácnidos y cangrejos herradura modernos y que existieron durante la Era paleozoica.
El estudio científico de los euriptéridos comenzó a principios del siglo XIX cuando James E. DeKay reconoció que un fósil en la naturaleza que previamente había sido descrito como el de un pez era la de un artrópodo. DeKay creyó erróneamente que el fósil representaba un crustáceo y un eslabón perdido entre trilobites y branquiópodos. El fósil se convirtió en la especie tipo del primer euriptérido en ser descrito científicamente, Eurypterus remipes, en 1825.
En total se han descrito más de 250 especies de euriptéridos en 74 géneros válidos reconocidos desde el descubrimiento de Eurypterus remipes. El género más reciente descrito es Terropterus (2021) y la especie más reciente es su especie tipo Terropterus xiushanensis (2021).

## 

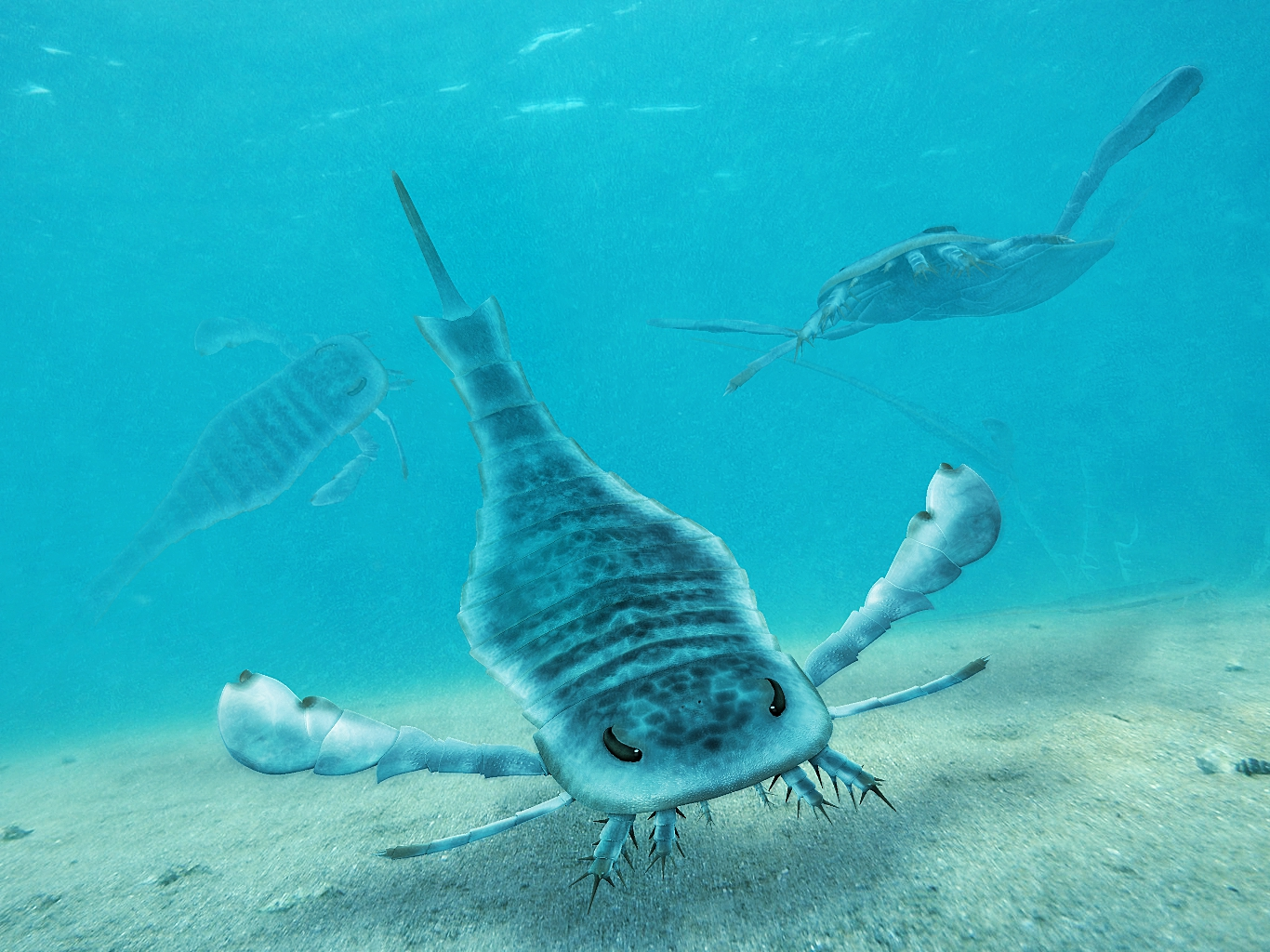
Reconstrucción de Eurypterus, el primer euriptérido en ser descrito.

## SigloXIX

### Década de 1810
1818
- El primer fósil de un euriptérido es descubierto en Nueva York, desenterrado en rocas de edad Silúrica. S.L. Mitchill lo describe como un ejemplo del pez Silurus, posiblemente debido al aspecto de su caparazón similar al del un bagre.

### Década de 1820
1825
- James E. DeKay reconoció que el fósil descrito por Mitchill era de un artrópodo y lo llamó Eurypterus remipes, el primer euriptérido descrito científicamente. DeKay interpretó al animal como un crustáceo y como el eslabón perdido entre trilobites y branquiópodos.

### Década de 1830
1831

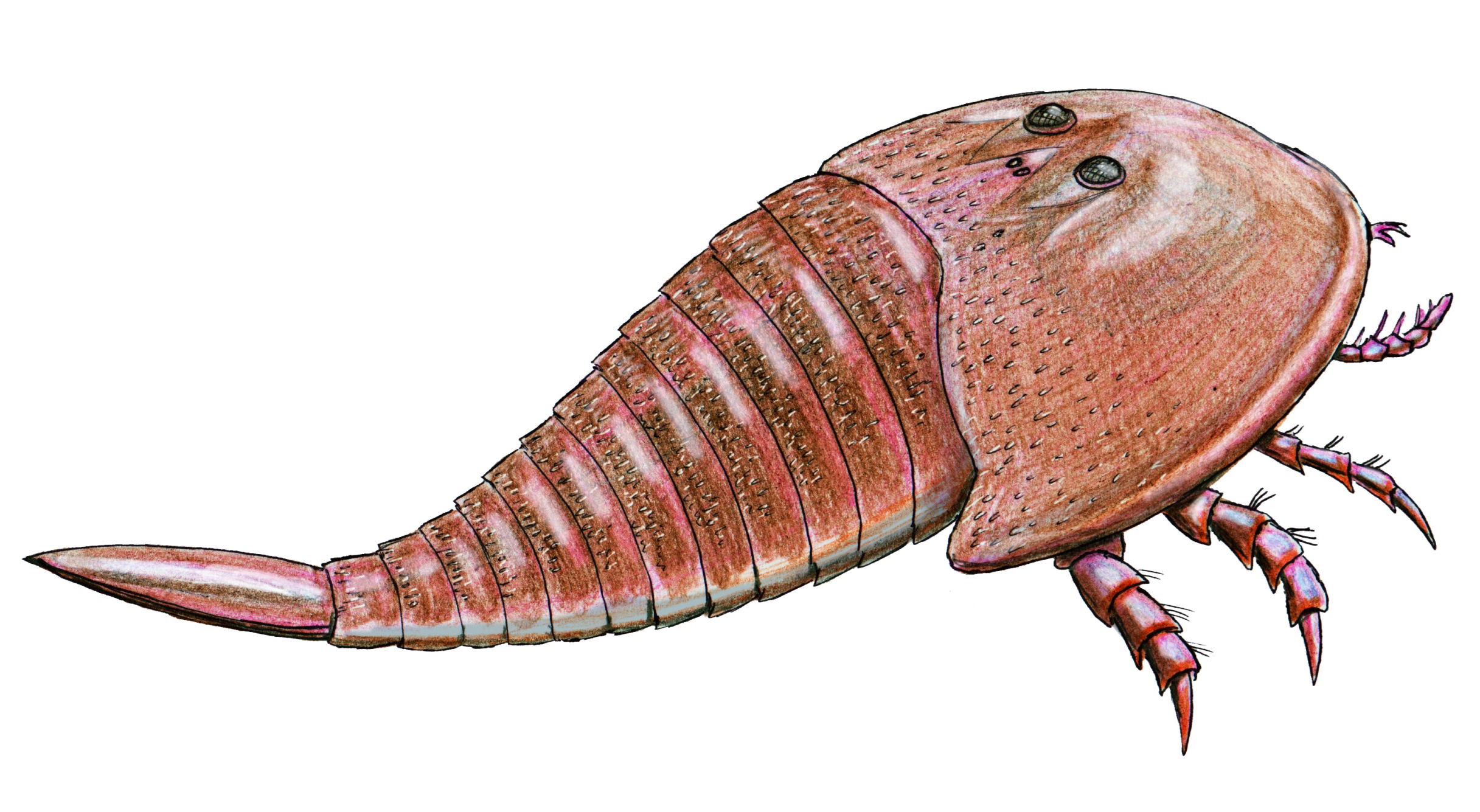
Reconstrucción de Hibbertopterus scouleri. Los fósiles de Hibbertopterus fueron descubiertos por primera vez en 1831.

- John Scouler examina y calcula restos fósiles del Carbonífero Inferior de Escocia que más tarde se denominarán Hibbertopterus scouleri.[3]
- Scouler describió el género Eidothea basándose en un único fósil sin designar un nombre de especie.[4]

1836
- Samuel Hibbert describe la especie Eurypterus scouleri, posteriormente transferida a su propio género, Hibbertopterus.[3]
- Se descubre que la Eidothea de Scouler está ocupada por un género de planta y se descubre que su fósil es similar a Eurypterus scouleri.[4]

1838
- Stepan S. Kutorga describió la especie Limulus oculatus como un cangrejo herradura extinto.[5]

1839
- Louis Agassiz describió el nuevo género Pterygotus, creyendo que los fósiles representan un pez grande.[6]

### Década de 1840
1843

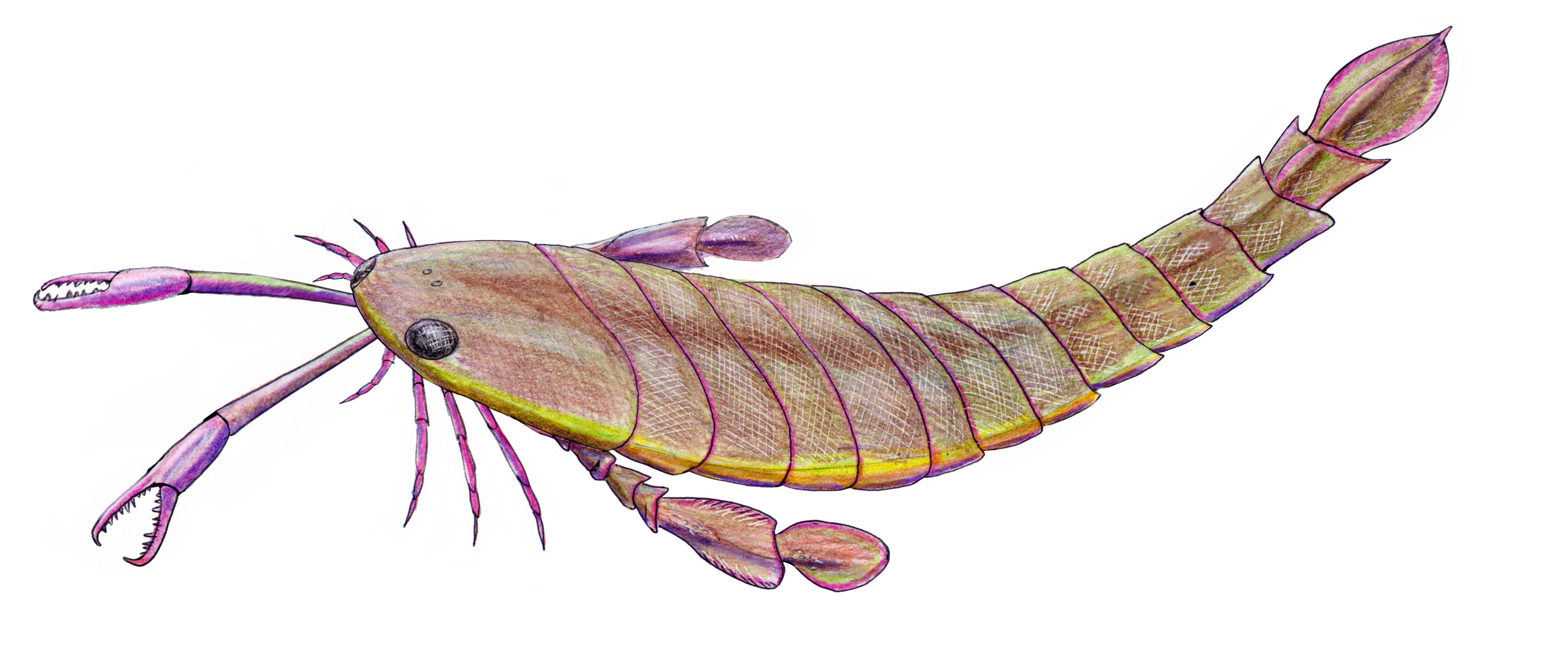
Reconstrucción de Pterygotus anglicus, descrito en 1839 y al principio se pensó que sus fósiles eran de peces.

- Burmeister creó la familia Eurypteridae para contener a Eurypterus.

1844
- Agassiz reconoció a Pterygotus como artrópodo. Tras el descubrimiento de restos más completos, lo clasificó como un crustáceo de la subclase Entomostraca.[7]

1849
- Agassiz describió la especie Pterygotus anglicus.[8]

### Década de 1850
1851

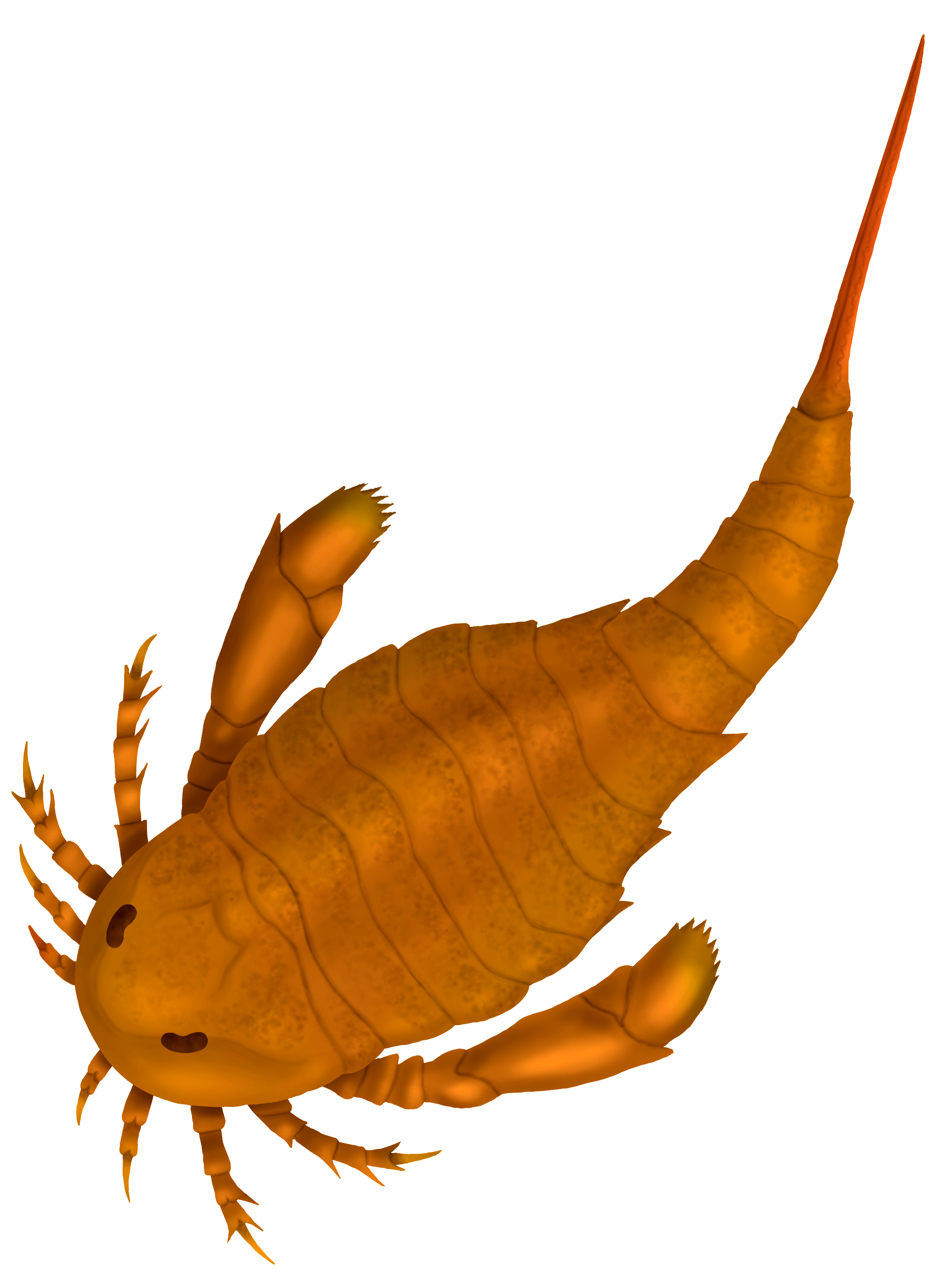
Reconstrucción de Adelophthalmus. Adelophthalmus fue descrito por primera vez en 1854 y ha tenido una historia taxonómica complicada desde entonces.

- Hermann Jordan excava los primeros fósiles del género Adelophthalmus.[9]

1852
- John William Salter describió la especie Pterygotus problematicus.[10]

1854
- Jordan y Hermann von Meyer describen la nueva especie y género Adelophthalmus granosus.[9]

1855
- August Emanuel von Reuss describió la nueva especie y su género Lepidoderma imhofi.[11]

1856
- Salter describió el nuevo género Himantopterus (el nombre del género fue reemplazado en 1859 por Erettopterus) junto con las nuevas especies H. acuminatus, H. banksii, H. bilobus, H. lanceolatus, H. maximus y H. perornatus.[12]
- Se describe la especie Pterygotus acuminata.[13]
- Se transfiere a Pterygotus acuminata a su propio género, Slimonia.[13]
- Se nombró y figuró, pero no detalladamente, el género Stylonurus.[14]

1859
- Hall describe la especie Pterygotus marcophthalmus . Más tarde se considerará parte del género Acutiramus.
- Hall describe la especie Pterygotus osborni.[15]
- Hall describe la especie Pterygotus cobbi.[15]
- Salter nombra un subgénero de Pterygotus, Erettopterus, para las especies con un telson bilobulado.[16]
- Salter describió la especie Slimonia stylops,[3] la especie Eurypterus abbreviatus,[17] la especie Pterygotus ludensis,[18] ly a especie Pterygotus punctatus.[19]
- Se describió la especie Eurypterus pygmaeus, posteriormente reconocida como representante de fósiles de Nanahughmilleria.[3]
- Salter y Thomas Henry Huxley describen los especímenes fósiles que más tarde se llamarán Necrogammarus salweyi, creyendo que representa un tipo de crustáceo.[20]

### Década de 1860
1860

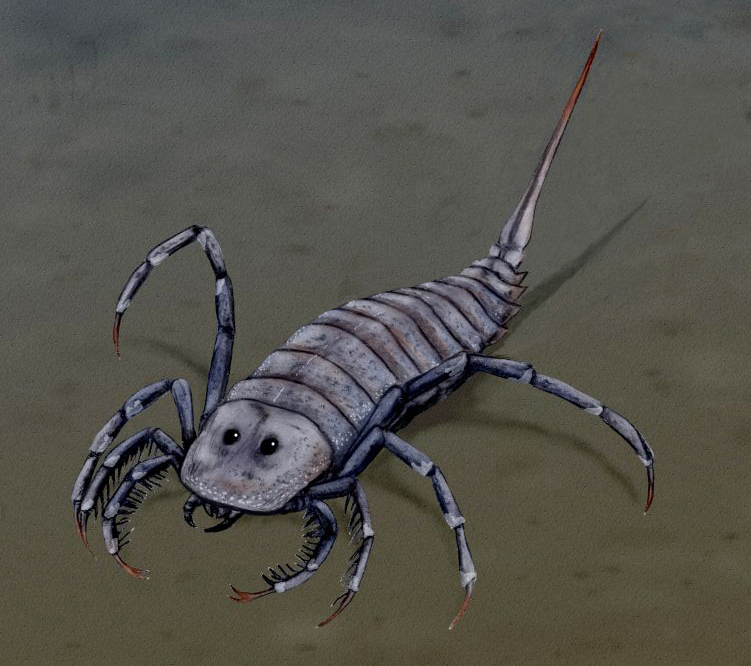
Reconstrucción de Stylonurus powriensis. Aunque fue nombrado por primera vez en 1856, Stylonurus no fue descrito detalladamente sino hasta 1865.

- Edouard D'Eichwald reconoció que el Limulus oculatus de Kutorga era muy distinto de Limulus y creó el nombre genérico Campylocephalus para abarcar la especie.[21]

1861
- John William Dawson nombró una nueva especie de planta, Selaginites formosus.[22]

1865
- Henry Woodward describió el género Stylonurus (nombrado y figurado, pero no descrito en detalle, por David Page en 1856) y elevó el rango de Eurypteridae al de orden, creando efectivamente a Eurypterida como la unidad taxonómica usada hoy en día.[14]

1866
- Se creó la subclase Merostomata para contener a los euriptéridos y xifosuros.
- Ernst Haeckel clasificó a los Merostomata (que contienen prácticamente sólo Eurypterida) y a los Xiphosura dentro de un grupo que llamó Gigantostraca dentro de los crustáceos. "Gigantostraca" se considera sinónimo de Mersostomata.

1868
- Salter describió la especie Pterygotus taurinus.[3]
- Woodward describió la especie Eurypterus obesus.
- Se describió la especie Eurypterus scorpioides.[23]
- Fielding Bradford Meek y Amos Henry Worthen describieron la nueva especie y género Anthraconectes mazonensis. Anthraconectes fue designado un subgénero de Eurypterus.[24]

### Década de 1870
1870

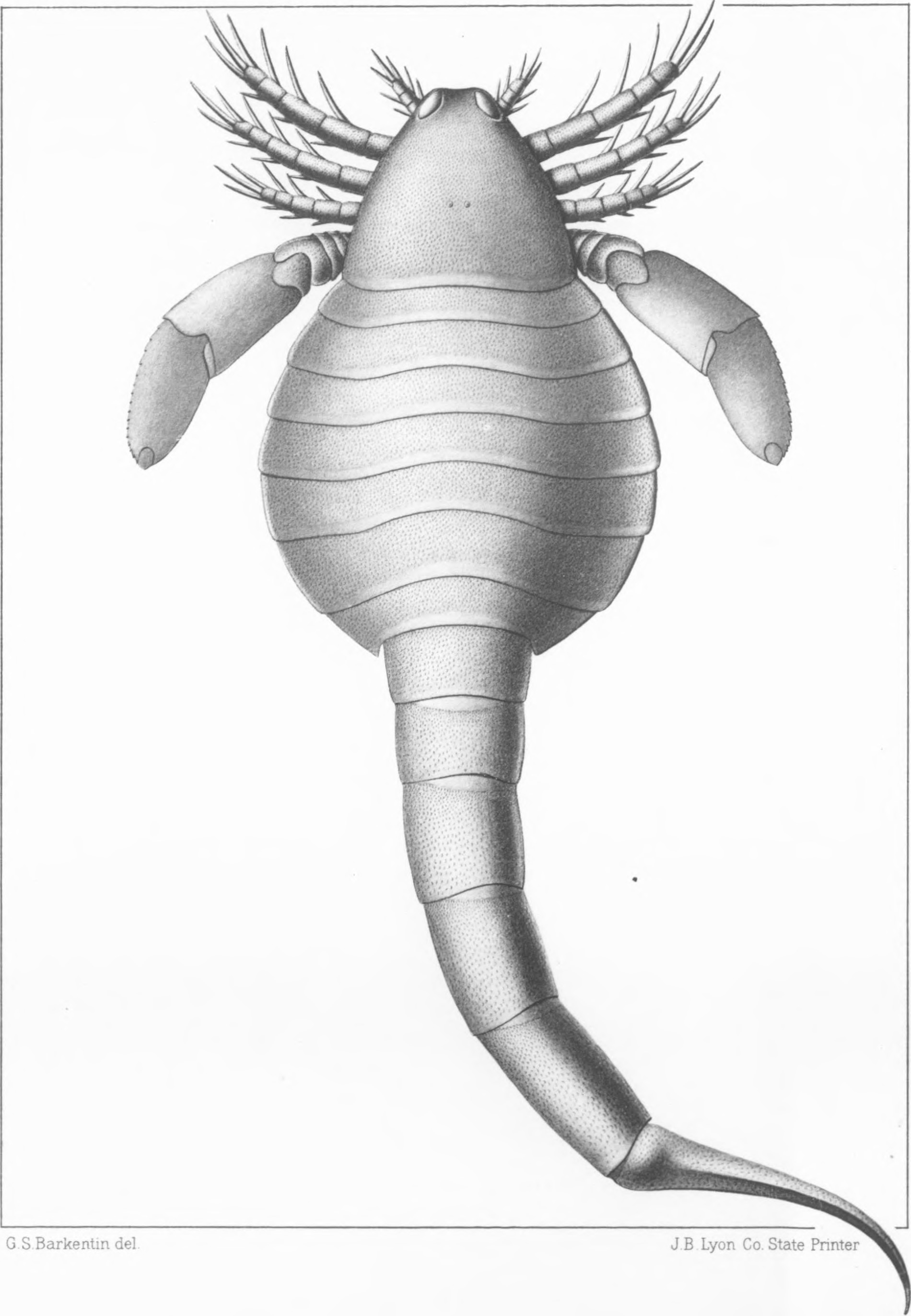
Reconstrucción de Eusarcana scorpionis, nombrada por primera vez en 1875 con el nombre de Eusarcus.

- Henry Woodward describió la especie Necrogammarus salweyi, creyendo que representaba un anfípodo.[20]

1871
- Dawson reclasificó su planta Selaginites formosus como euriptérido.[16]

1872
- Barrande describe a Pterygotus bohemicus, posteriormente considerado parte del género Acutiramus, P. kopaninensis y P. nobilis.[25]
- Walcott describió el género y la especie Echinognathus clevelandi.[26]

1873
- Friedrich Goldenberg acuñó el nombre Polyzosternites para reemplazar el de Adelophthalmus.

- Samuel Almond Miller describió el nuevo género y especie Megalograptus welchi, creyendo erróneamente que estos fósiles fragmentarios representaban un graptolito.[27]

1875
- Grote y Pitt describen a Pterygotus cummingsi, posteriormente considerada la especie tipo de Acutiramus.[28]

1877
- Dionýs Štúr describió la especie Eurypterus salmi, más tarde denominada Campylocephalus.[29]
- Meek y Worthen describieron la especie Eurypterus pennsylvanicus, posteriormente denominada Adelophthalmus.[30]
- Se describió la especie Eurypterus mansfieldi, posteriormente denominada Adelophthalmus.[30]

1879
- John William Dawson describió la especie Erettopterus canadensis.[31]

### Década de 1880
1881

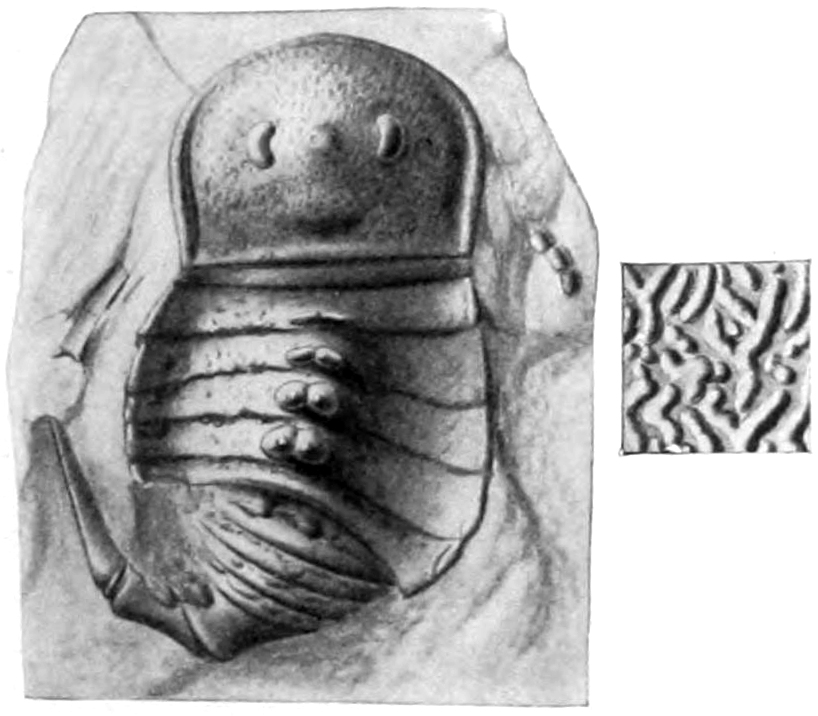
Fossil of Tylopterella boyleyi. T. boyleyi was first described in 1884 and was for many years considered to be a species of Eurypterus.

- Se describió la especie Pterygotus buffaloensis. Más tarde se sinonimiza con P. cummingsi.[32]
- Pohlman describió la especie Erettopterus grandis.
- Se descubre el tipo y único ejemplar conocido de Tylopterella boylei (primero llamado Eurypterus boylei).[33]

1882
- Ben Peach nombró el género Glyptoscorpius, incluyendo algunos fósiles del Carbonífero de Escocia, incluidas las especies G. perornatus, G. caledonicus y G. kidstoni. Creyó erróneamente que los fósiles representaban restos de escorpiones.[34]

1883
- Carl Friedrich Schmidt describió la especie Erettopterus osiliensis.

1884
- Se descubre el holotipo y único ejemplar conocido de Vernonopterus minutisculptus.[35]
- Joseph Frederick Whiteaves describió la especie Eurypterus boylei.[33]
- Se describió la especie Eurypterus prominens.[36]

1888
- Hall y Clarke describieron la especie Eurypterus approximatus, posteriormente denominada Adelophthalmus.[1]
- Woodward describió la especie Eurypterus wilsoni, posteriormente denominada Adelophthalmus.[37]

1889
- Se describió el nuevo género y especie Bunodella horrida como un crustáceo.[38]
- Dewalque describió la especie Eurypterus lohesti.[39]

### Década de 1890
1890

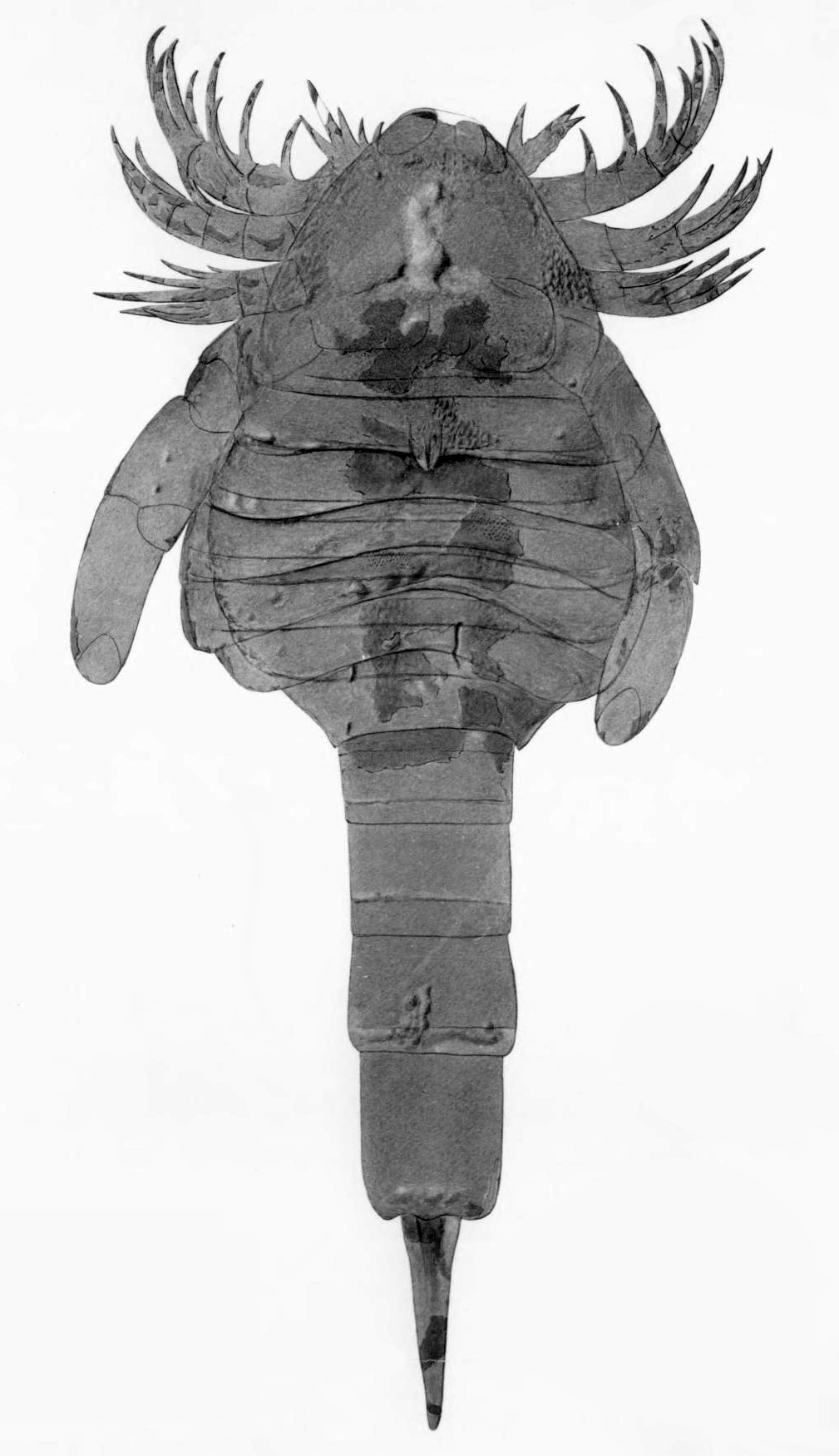
Fósil de Carcinosoma newlini. Carcinosoma fue acuñado como nombre de reemplazo para el nombre de interés Eurysoma en 1890, el mismo año en que se describió su especie tipo.

- Edward Waller Claypole describió el género y la especie Eurysoma newlini . Más tarde, ese mismo año, descubrió que Eurysoma estaba involucrado y acuñó el nombre de reemplazo Carcinosoma.[40]
- Pereira de Lima describió la especie Eurypterus douvillei, posteriormente denominada Adelophthalmus.[1]

1893
- En su obra Anatomía y relaciones de los euriptéridos (1893), Malcolm Laurie contribuyó considerablemente al conocimiento y la discusión de la anatomía de los euriptéridos. Se centró en cómo los euriptéridos se relacionaban entre sí y con los trilobites, crustáceos, escorpiones, otros arácnidos y cangrejos herradura.

1896
- Gerhard Holm describió la especie Eurypterus fischeri . Su descripción fue tan elaborada que la especie se convirtió en uno de los animales extintos más completamente conocidos, tanto que el conocimiento de E. fischeri era comparable con el conocimiento de sus parientes modernos (incluyendo el cangrejo herradura del Atlántico). La descripción también ayudó a solidificar la estrecha relación entre los euriptéridos y otros quelicerados al mostrar numerosas homologías entre los dos grupos.
- Samuel Almond Miller y William Frank Eugene Gurley describieron la especie Eurypterus kokomoensis, posteriormente considerada la especie tipo del género Onychopterella.[41]/>

1898
- Semper describió las especies Pterygotus barrandei [28] y Eurypterus acrocephalus .

1899
- Laurie describió la especie Slimonia dubia.[42]
- Laurie describió la especie Eurypterus scoticus.[43]
- McCoy describió la especie Pterygotus australis, el primer euriptérido conocido de Australia.[44]
- Fraipont describió la especie Eurypterus dewalquei.[45]

## SigloXX

### Década de 1900
1901

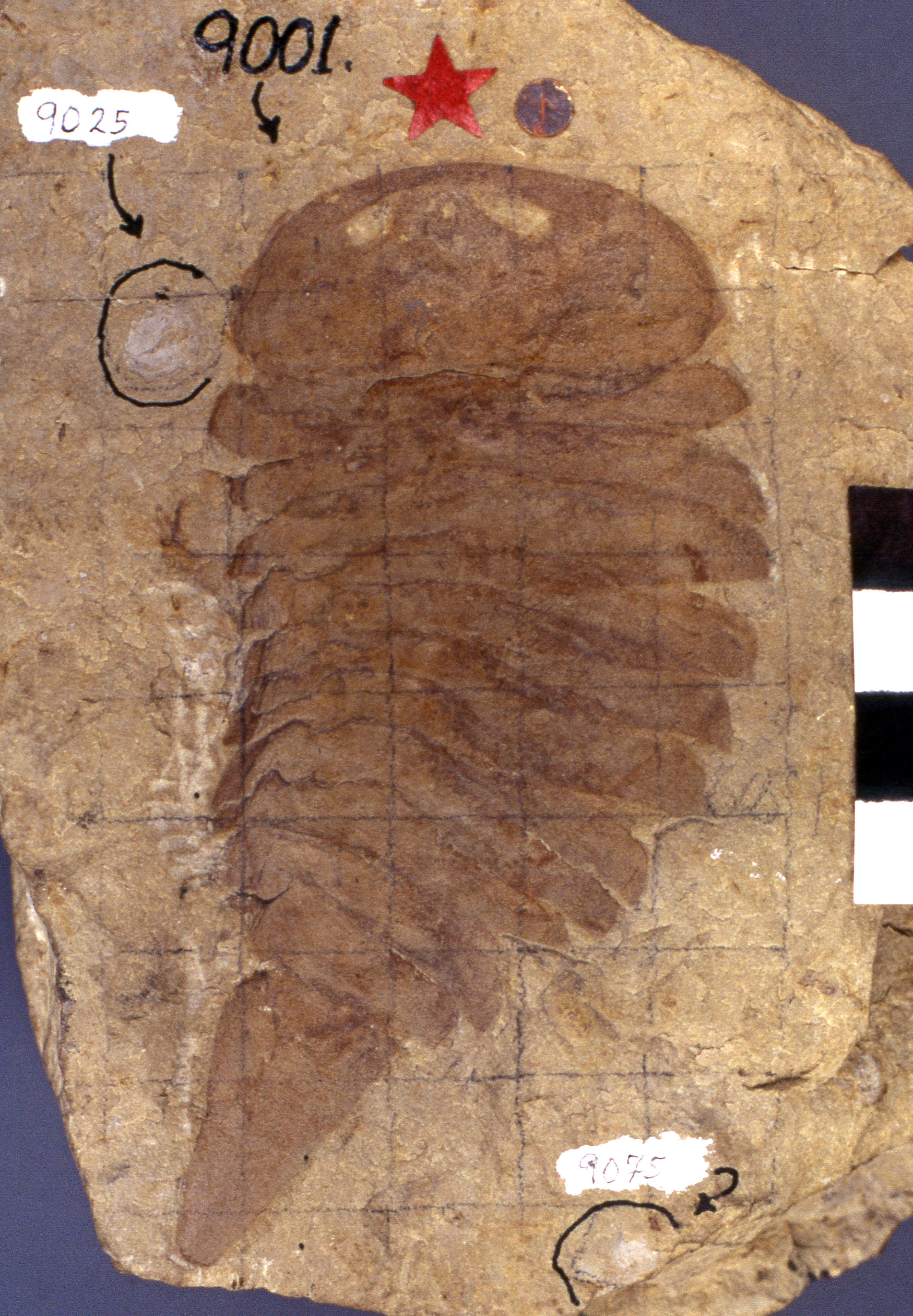
Fósil de Strabops thatcheri, que en su día se consideró el euriptérido más antiguo, pero que hoy se reconoce como un estrabópido.

- Charles Emerson Beecher describió el nuevo género y especie Strabops thacheri como el único euriptérido cámbrico.[46]

1902
- Se describió la especie Pterygotus monroensis.[47]

1903
- Clifton J. Sarle describió las nuevas especies Pterygotus monroensis y Eurypterus pittsfordensis . El nuevo género y especie Hughmilleria socialis con la variedad H. socialis var. También se describe robusta.[48]

1905
- Peach describió la nueva especie Glyptoscorpius minutisculptus.[35]

1907
- John Mason Clarke describió las nuevas especies Pterygotus otisius, Hughmilleria shawangunk, Eurypterus maria, E. myops, E. cicerops y E. cestrotus.[49]
- Woodward describió la especie Eurypterus moyseyi, posteriormente denominada Adelophthalmus.[30]

1908
- Ruedemann reconoce que Megalograptus es un euriptérido, en lugar de un graptolito.[27]

### Década de 1910
mwA7o"1911

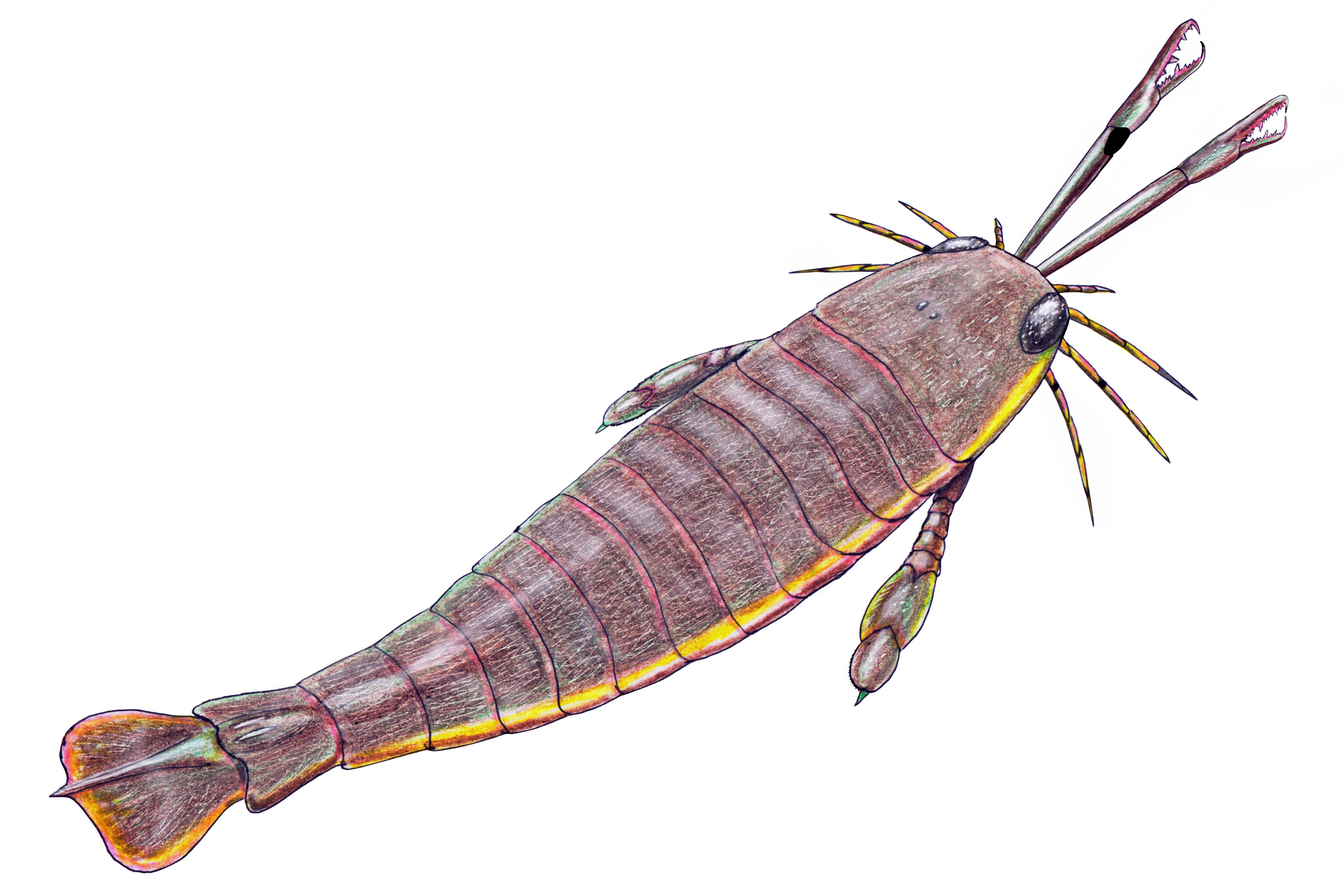
Reconstrucción de Jaekelopterus rhenaniae. Descrito inicialmente como una especie de Pterygotus en 1914, Jaekelopterus rhenaniae es el euriptérido más grande conocido.

- Johan Aschehoug Kiær describió la especie Eurypterus norvegica.[50]

1912
- Ruedemann y Clarke publican The Eurypterida of New York, en el que se crean varias especies y agrupaciones taxonómicas nuevas. Las nuevas especies descritas fueron Eurypterus megalops, Eurypterus pristinus, Eurypterus ranilarva, Eurypterus stellatus, Eusarcus longiceps, Eusarcus triangulatus, Eusarcus vaningeni, Dolichopterus frankfortensis, Dolichopterus latifrons, Dolichopterus siluriceps, Dolichopterus testudineus, Dolichopterus stylonuroides, Stylonurus limbatus, Ctenopterus multispinosus, Drepanopterus longicaudatus, Hughmilleria magna, Pterygotus atlanticus, Erettopterus globiceps, Pterygotus nasatus y Pterygotus prolificus . También nombran al género Tylopterus (cambiado luego a Tylopterella ) y a la familia Pterygotidae. También incluyen numerosas revisiones taxonómicas. Eurypterus obesus y E. acrocephalus pertenecen al género Eusarcus. El género Carcinosoma, al que se transfieren las especies Eurypterus scorpioides y Eurypterus scoticus, se designa como sinónimo menor de Eusarcus.[41]
- Erwin H. Barbour describió la nueva especie Anthraconectes nebraskensis . El descubrimiento ayudó a reforzar la idea de que Adelophthalmus (o Anthraconectes ) era un animal de agua dulce.[51]

1915
- Xavier Stainier describió la especie Eurypterus dumonti, posteriormente denominada Adelophthalmus.[52]
- Ellis W. Shuler describió la especie Stylonurus ( Ctenopterus ) alveolatus, posteriormente denominada Megalograptus.[27]

1916
- Thomas Edmund Savage describió la especie Eurypterus pumilus.[53]

### Década de 1920
1920

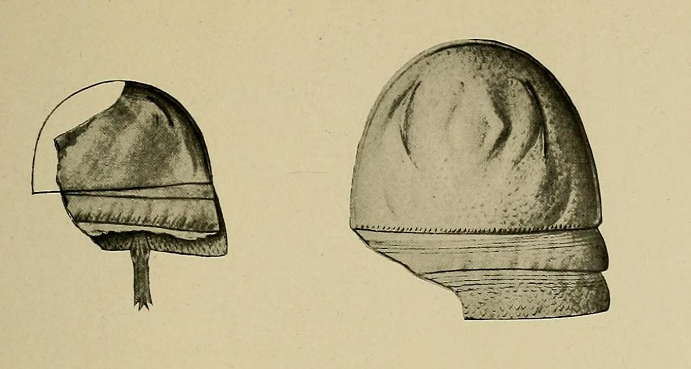
El holotipo (derecha) y el paratipo (izquierda) de Pittsfordipterus phelpsae. Los fósiles de la especie fueron descritos por primera vez en 1921 y asignados al género Hughmilleria.

- Amadeus William Grabau describió la especie Anthraconectes chinensis.[1]

1921
- Ruedemann describió la nueva especie Pterygotus vernonensis.[54]
- Ruedemann describió la especie Hughmilleria phelpsae, posteriormente designada como la especie tipo de Pittsfordipterus.[55]

1922
- Walter A. Bell describió la especie Anthraconectes brasdorensis.[56]

1924
- Carl Owen Dunbar describió la especie Anthraconectes sellardsi.[57]

1926
- Embrik Strand describió la especie Pterygotus siemiradzkii.[58]

### Década de 1930
1933

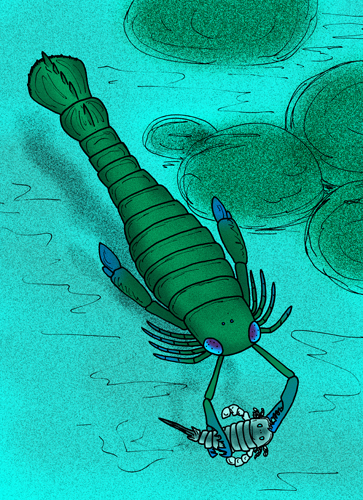
Reconstrucción de Acutiramus cummingsi. Acutiramus fue creado como un subgénero de Pterygotus en 1936.

- Boris Isidorovich Chernyshev describió la especie Eurypterus carbonarius, posteriormente denominada Adelophthalmus.[59]

1934
- Størmer reconoce a Eusarcus como un nombre preocupado y transfiere su especie al siguiente nombre más antiguo disponible, Carcinosoma.[41]
- Størmer describe la especie Hughmilleria patteni.[60]

1935
- Ruedemann nombra nuevos subgéneros de Pterygotus : Curviramus y Acutiramus . Se diferencian por la curvatura de los dentículos en sus quelíceros.[54]

1936
- Størmer proporciona una descripción más completa y detallada de Pterygotus rhenaniae.[61]
- Etheridge, Jr. describió la especie Glyptoscorpius stevensoni.[45]

1938
- Carl E. Decker describió la especie Anthraconectes oklahomensis.[39]

1939
- Gilbert Oscar Raasch atribuyó a Strabops al orden Aglaspida.[62]
- Roy Woodhouse Pocock y AJ Butler descubren un telson relativamente completo de Eurypterus abbreviatus, lo que demuestra que la especie era muy distinta de otras especies referidas en el género.[63]
- Pruvost describió la especie Anthraconectes corneti.[1]

### Década de 1940
1942

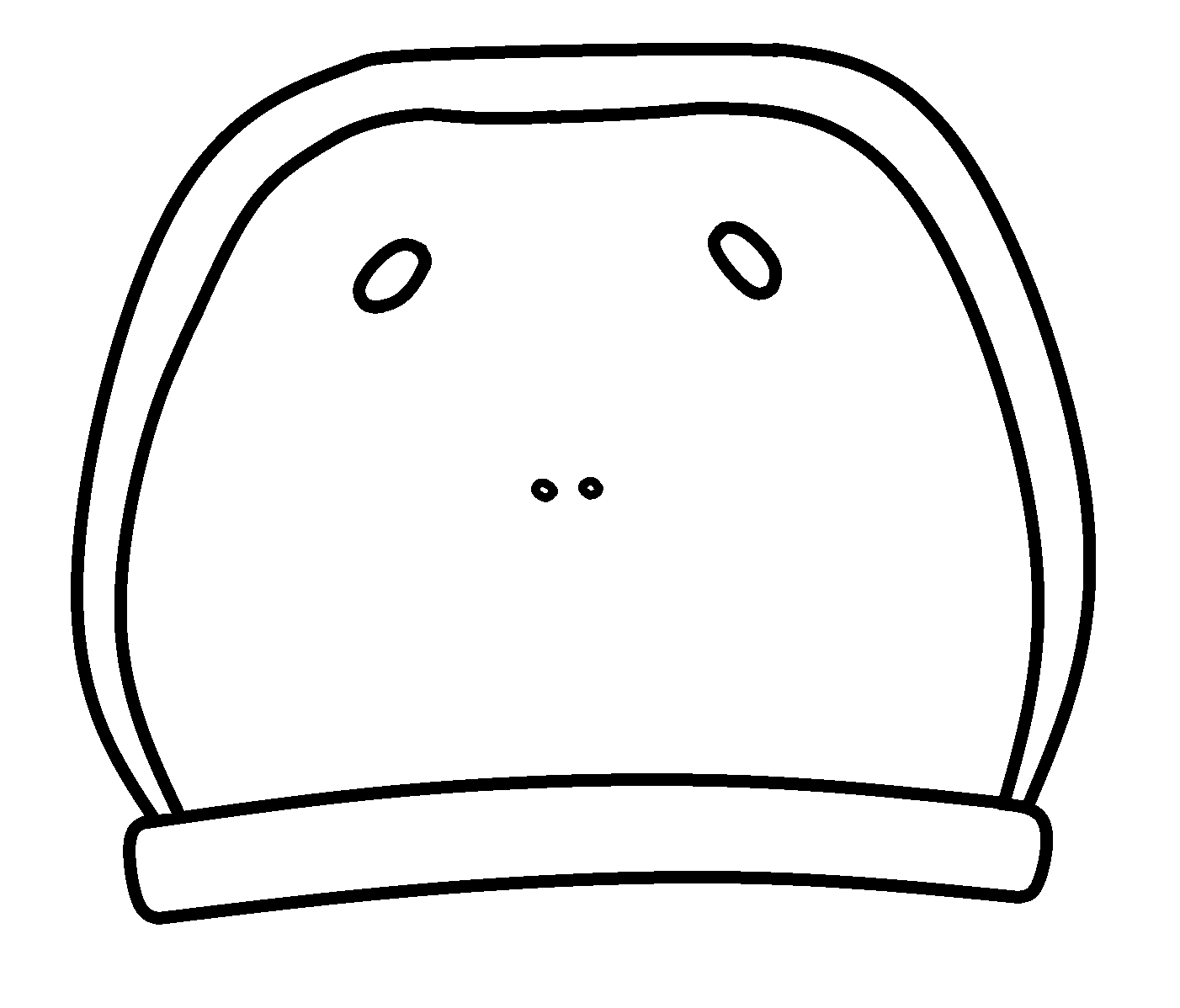
Caparazón de Unionopterus anastasiae. Unionopterus fue descrito por primera vez en 1948 y su posición taxonómica precisa aún no está clara.

- Strand propone el nombre de reemplazo Eusarcana para Eusarcus, pero se ignora porque Carcinosoma ya se utiliza como nombre de reemplazo.[41]

1948
- Kjellesvig-Waering describió la nueva especie Pterygotus ventricosus, posteriormente considerada la especie tipo de Ciurcopterus.[64]
- Kjellesvig-Waering elevó el subgénero Onychopterus al rango de género separado. También asignó la especie Eurypterus pumilus al género.[64]
- Boris Isidorovich Chernyshev describió la nueva especie Unionopterus anastasiae.[65]

### Década de 1950
1950

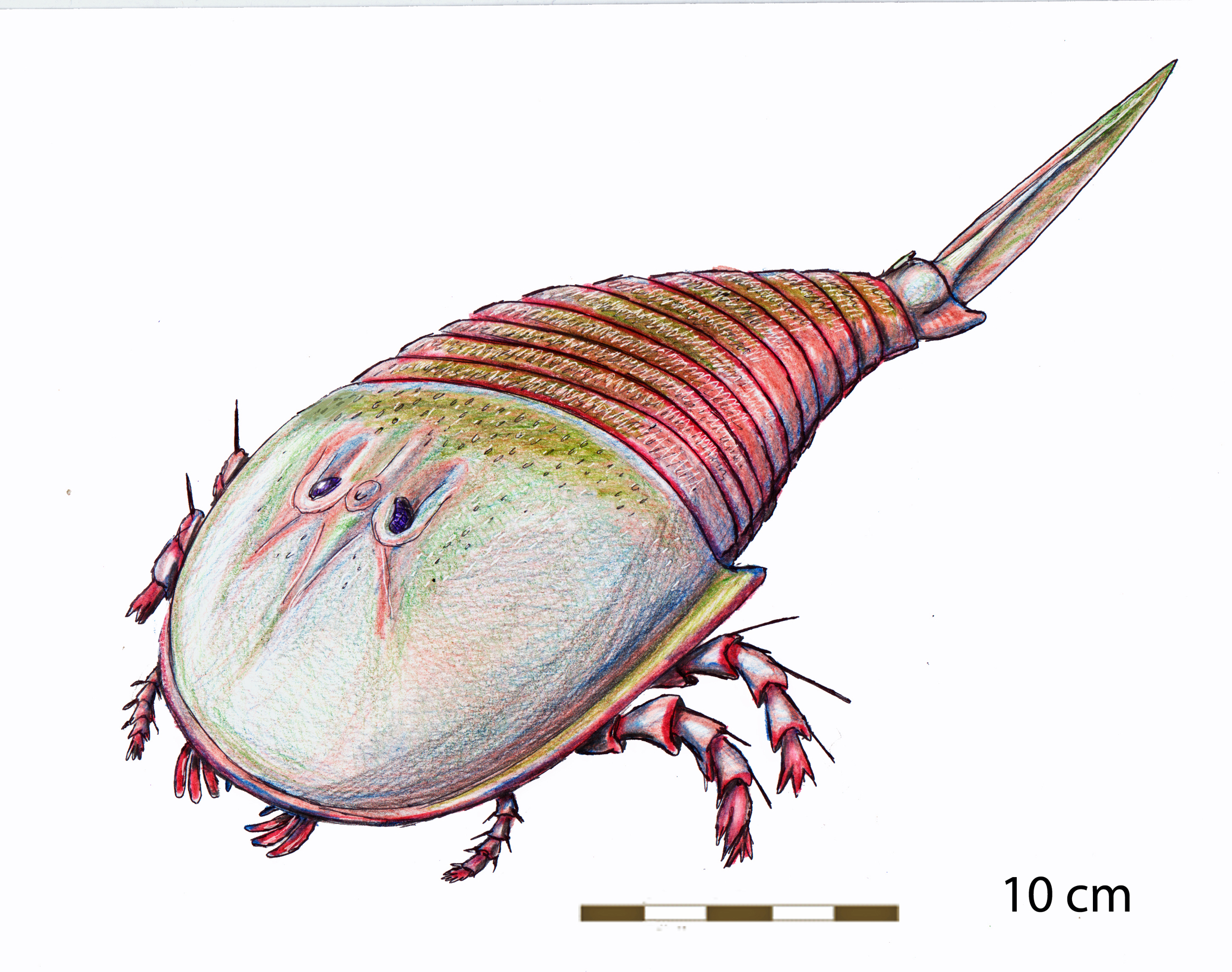
Reconstrucción de Campylocephalus. A lo largo de la década de 1950, varios estudios se centraron en si Campylocephalus era o no sinónimo de Hibbertopterus.

- Kjellesvig-Waering describió la nueva especie Hughmilleria bellistriata.[66]
- Kjellesvig-Waering describió la nueva especie Pterygotus floridanus.[47]

1951
- Kjellesvig-Waering describió la nueva familia Hughmilleriidae, compuesta por Hughmilleria, Slimonia, Grossopterus, Lepidoderma, Hastimima y el nuevo género Salteropterus abbreviatus (anteriormente una especie de Eurypterus ), dejando a los Pterygotidae como monotípicos.[63]
- Størmer concluyó que Campylocephalus y Hibbertopterus eran congenéricos. Los fósiles que habían sido referidos a Ediothea fueron reconocidos como representantes de Campylocephalus.[67]
- Størmer notó que el nombre Onychopterus estaba ocupado y acuñó el nombre de reemplazo Onychopterella.[67]
- Kjellesvig-Waering acuñó el nombre de reemplazo Tylopterella para el género Tylopterus, ya que se encontró que el nombre Tylopterus estaba ocupado.[68]
- Augusta y Pribyl describieron la especie Ctenopterus ostraviensis.[45]

1952
- Přibyl describió la especie Anthraconectes zadrai.[39]

1953
- Russell describió la nueva especie Pterygotus gaspesiensis.[47]

1955
- Kjellesvig-Waering describe el nuevo género y especie Dorfopterus angusticollis como parte de Stylonuridae.[69]
- Kjellesvig-Waering y Caster describen la especie Acutiramus floweri.[54]
- Kjellesvig-Waering describe la especie Acutiramus suwanneensis.[70]
- Kjellesvig-Waering y Caster revisan el género Megalograptus después de recuperar fósiles más completos de una nueva especie, M. ohioensis.[27]

1956

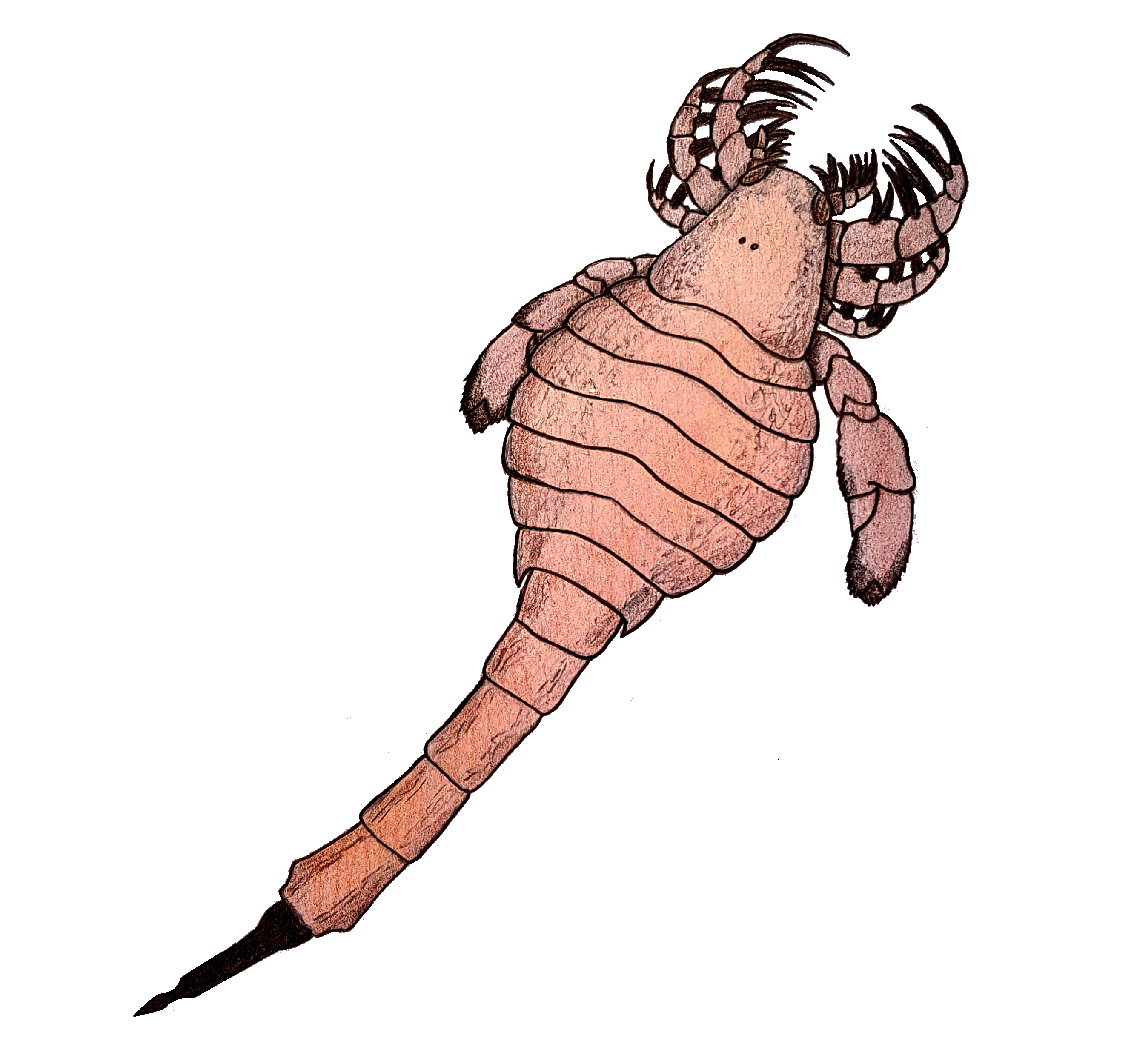
Reconstrucción de Carcinosoma newlini con coloración inferida por Kjellesvig-Waering en 1958.

- Fredrik Herman van Oyen designa a Anthraconectes, Glyptoscorpius, Lepidoderma y Polyzosternites como sinónimos menores de Adelophthalmus.[39]

1957
- Pirozhnikov describió dos nuevas especies, Rhenopterus matarakensis y R. schiraensis.[71]
- Kjellesvig-Waering y Størmer describen la nueva especie Pterygotus howelli, que luego sería asignada a Jaekelopterus.[72]
- Waterston da una descripción más completa de Glyptoscorpius minutisculptus y lo refiere a Eurypterus como Eurypterus minutisculptus.[35]

1958
- Kjellesvig-Waering reafirmó el estatus de Tylopterella como un género separado de Eurypterus.[73]
- Kjellesvig-Waering publica un estudio que determina la coloración de Carcinosoma newlini ; mostrando que era marrón claro con escamas y apéndices más oscuros y un telson y espinas negros.[40]

1959
- Kjellesvig-Waering reconoció a Campylocephalus como distinto de Eurypterus scouleri y erigió el género Hibbertopterus para contener a E. scouleri.[1]
- Adelophthalmus oklahomensis se designa como un sinónimo menor de Adelophthalmus sellardsi.[39]

### Década de 1960
1961

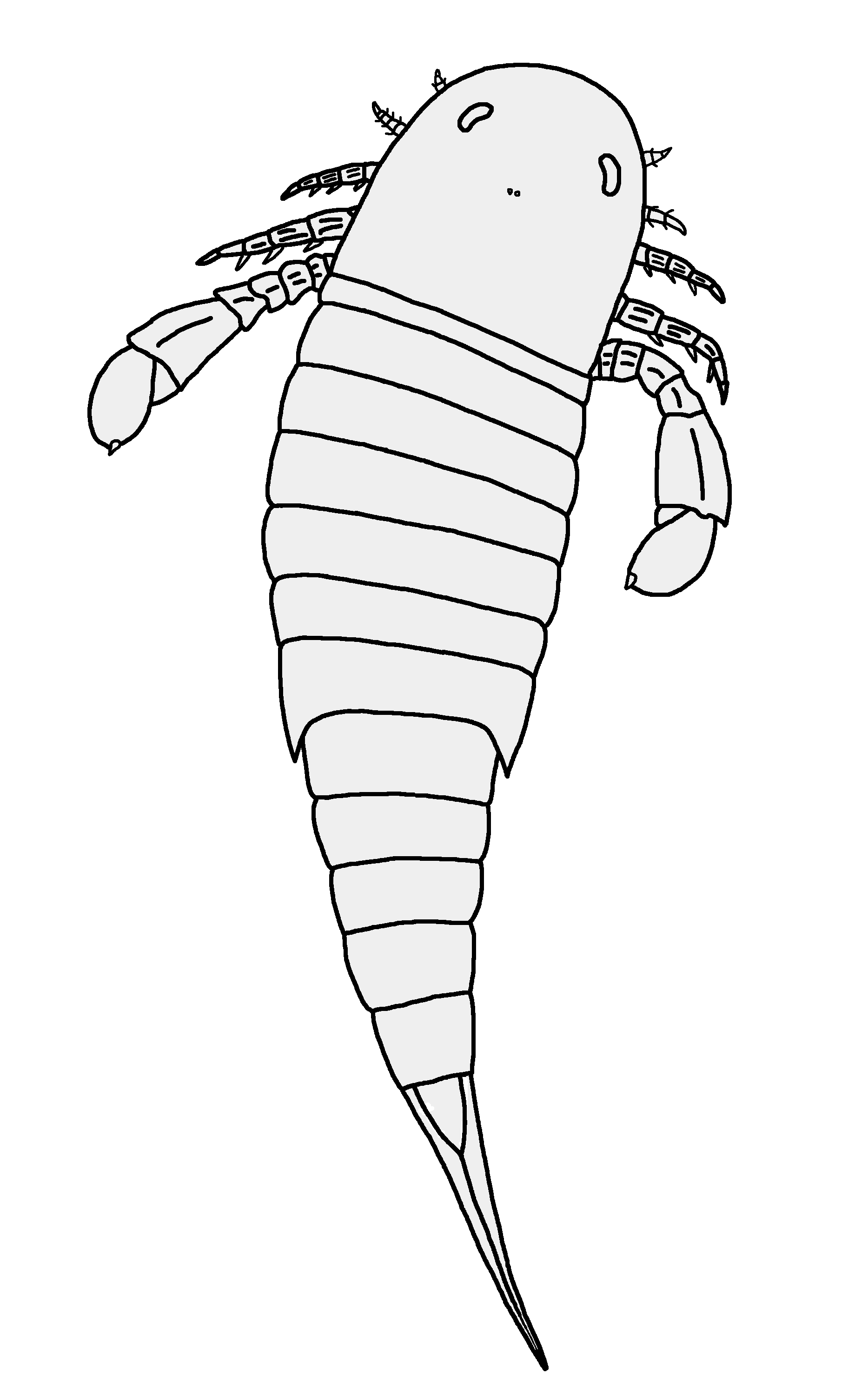
Reconstrucción de Nanahughmilleria norvegica. Nanahughmilleria fue uno de los muchos productos de importantes revisiones taxonómicas realizadas por investigadores de euriptéridos en la década de 1960.

- Kjellesvig-Waering describió las nuevas especies Salteropterus longilabium, Pterygotus (Pterygotus) denticulatus, P. (P.) grandidentatus, P. (P.) lightbodyi, Carcinosoma harleyi y Dolichopterus bulbosus . Se describe el nuevo género Parahughmilleria con P. salteri como especie tipo. Hughmilleria bellistriata, H. phelpsae y Eurypterus maria se trasladan a este género. El subgénero Erettopterus se considera un nuevo género y se separa en dos nuevos subgéneros, E. (Erettopterus), que incluye las nuevas especies E. (E.) brodiei, E. (E.) marstoni y E. (E.) spatulatus, y E. (Truncatiramus), que incluye la nueva subespecie E. (T.) gigas megalodon . El género Hughmilleria se divide en dos nuevos subgéneros, H. (Hughmilleria) y H. (Nanahughmilleria).[10]
- Kjellesvig-Waering transfiere la especie Pterygotus punctatus a Carcinosoma como Pterygotus punctatum.[19]

1962
Nestor Ivanovich Novozhilov nombra el género Rhinocarcinosoma para contener las especies R. vaningeni y R. cicerops, anteriormente referidas como Eusarcus (Paracacinosoma).
1964
- Charles D. Waterston nombra el género Jaekelopterus para contener la especie Pterygotus rhenaniae.[75]
- Kjellesvig-Waering describió las especies Pterygotus impacatus y Pterygotus lanarkensis.[76] Describió la especie Pterygotus marylandicus.[47] Asignó cuestionablemente Selaginites formosus a Pterygotus como Pterygotus formosus.[77]
- Caster y Khellesvig-Waering reconocen que Eusarcus y Carcinosoma representan géneros distintos y acuñan el nombre de reemplazo Paracarcinosoma para su especie.[41]
- Caster y Kjellesvig-Waering describieron la especie Eocarcinosoma batrachophthalmus.[27]
- Caster y Kjellesvig-Waering describen dos nuevas especies de Megalograptus, M. williamsae y M. shideleri. También asignan la especie M. alveolatus, a Megalograptus.[27]

1966
- Kjellesvig-Waering y Willard P. Leutze describieron las nuevas especies Bassipterus virginicus (un nuevo género), Drepanopterus nodosus y Erettopterus (Trucatiramus) exophthalmus . La especie H. ( N. ) phelpsae está clasificada como un nuevo género, Pittsfordipterus. Rhenopterus matarakensis se asigna a Parahughmilleria, R. schiraensis se asigna a Hughmilleria (Nanahughmilleria).[66]

1968
- Nestor Ivanovich Novojilov clasifica a Slimonia en una nueva familia propia, Slimonidae.
- Waterston reexamina Eurypterus minutisculptus y concluye que representa un género propio, al que llama Vernonopterus.[35]
- Størmer y Waterston reexaminan las especies fósiles referidas a Glyptoscorpius y nombran el nuevo género Cyrtoctenus, que contiene las especies C. caledonicus, C. dewalquei (anteriormente Eurypterus), C. ostraviensis (anteriormente Ctenopterus) y C. peachi. También nombran el género Dunsopterus para contener la especie G. stevensoni.[45]

1969
- Størmer describió la especie Rhenopterus sievertsi.[78]

### Década de 1970
1971

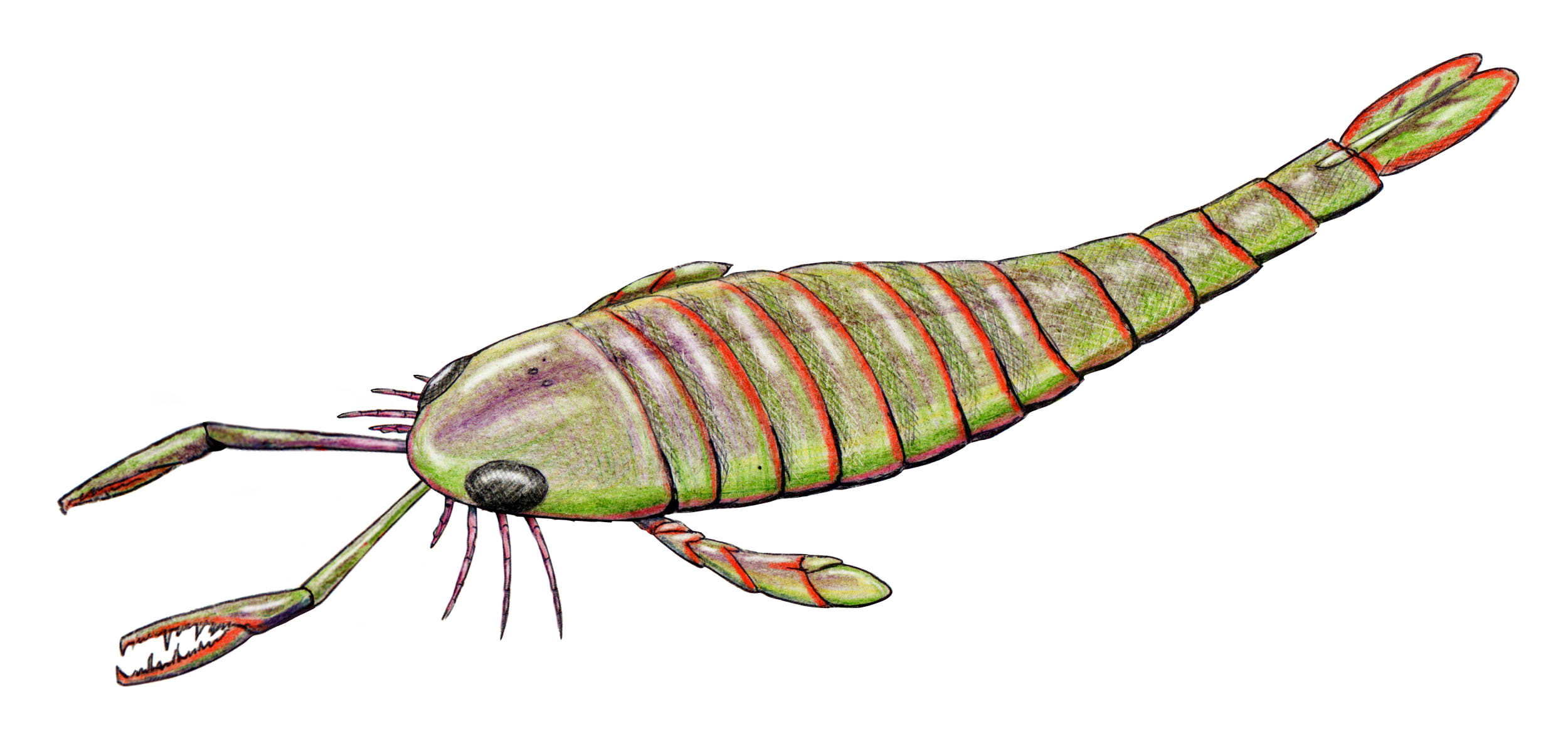
Reconstrucción de Erettopterus. En la década de 1970 se describieron dos nuevas especies de Erettopterus.

- Kjellesvig-Waering describió las especies Erettopterus serricaudatus y Erettopterus carinatus.[79]
- Bermudo Meléndez describió la especie Lepidoderma asturica.[1]

1973
- Kjellesvig-Waering describió la especie Slimonia boliviana.[80]

1974
- Størmer crea la familia Jaekelopteridae para contener a Jaekelopterus . Esta familia ha sido posteriormente tratada como sinónimo de Pterygotidae.[72]
- Størmer eleva el subgénero Pterygotus Acutiramus y el subgénero Erettopterus Truncatiramus al nivel de géneros separados.[54]

1979
- Kjellesvig-Waering describió el nuevo género y especie Holmipterus suecicus.[81]
- Waterston crea la familia Parastylonuridae e incluye en ella a Hardieopterus, Parastylonurus y, tentativamente, a Dorfopterus y Lamontopterus.[82]

### Década de 1980
1980

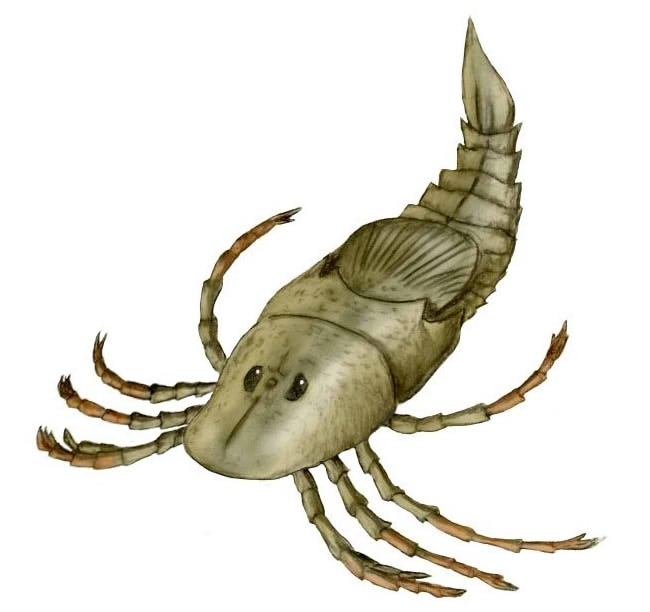
Reconstrucción de Megarachne servinei. Para el momento de su descripción en 1980, se creía que Megarachne era una araña prehistórica gigantesca.

- Mario Hünicken describió el nuevo género y especie Megarachne servinei como una araña migalomorfa.[83]

1981
- Barry S. Kues y Kenneth K. Kietzke describieron la especie Adelophthalmus luceroensis.[84]

1983
- Roy E. Plotnick reasigna la especie Eurypterus lohesti a Adelophthalmus[39] y convierte a Dorfopterus en un género incertae sedis dentro de Eurypterida.

1985
- John E. Almond examinó el fósil de Necrogammarus, creyendo que representa un pariente acuático temprano del subfilo Uniramia de artrópodos.[20]
- Alexey G. Ponomarenko describió la especie Hibbertopterus permianus, el último euriptérido superviviente conocido.[85]
- Waterston, Oelofsen y Oosthuizen describen Cyrtoctenus wittebergensis.[86]
- Jones y Kjellesvig-Waering publican un estudio sobre euriptéridos del Ártico canadiense.[87]

1986
- Paul Selden reconoce los restos fósiles de Necrogammarus, que anteriormente se creía que posiblemente representaban un crustáceo o un milpiés, como fósiles fragmentarios de un euriptérido pterigótido.[20]

1989
- Se clasifica a Salteropterus en la familia Slimonidae.[88]
- Tollerton publica una importante revisión taxonómica de los Eurypterida. Los divide en los subórdenes Eurypterina y Ptergotina y reconociendo algunos euriptéridos, como los hibbertoptéridos, fuera del orden y parte de un orden distinto que él llama Cyrtoctenida.[89] Las investigaciones modernas favorecen en cambio los subórdenes Eurypterina y Stylonurina.[90]
- El fósil que más tarde es designado como holotipo de Rhinocarcinosoma dosonensis es descubierto en el norte de Vietnam e inicialmente identificado erróneamente como un chasmataspídido.[74]

### Década de 1990
1992
- Ciurca informó sobre especímenes de Rhinocarcinosoma y Paracarcinosoma de otras partes de los Estados Unidos, géneros que anteriormente se conocían principalmente a partir de fósiles encontrados en el estado de Nueva York.[91]

1993
- Se han recogido más fósiles de Rhinocarcinosoma en el norte de Vietnam que más tarde formarán la base de la nueva especie R. dosonensis . [74]

1994
- Chlupáč describe la especie Acutiramus perneri.[28]

1995
- Braddy, Richard John Aldridge y Johannes N. Theron describieron la especie Onychopterella augusti.[92]

## SigloXXI

### Década de 2000
2002

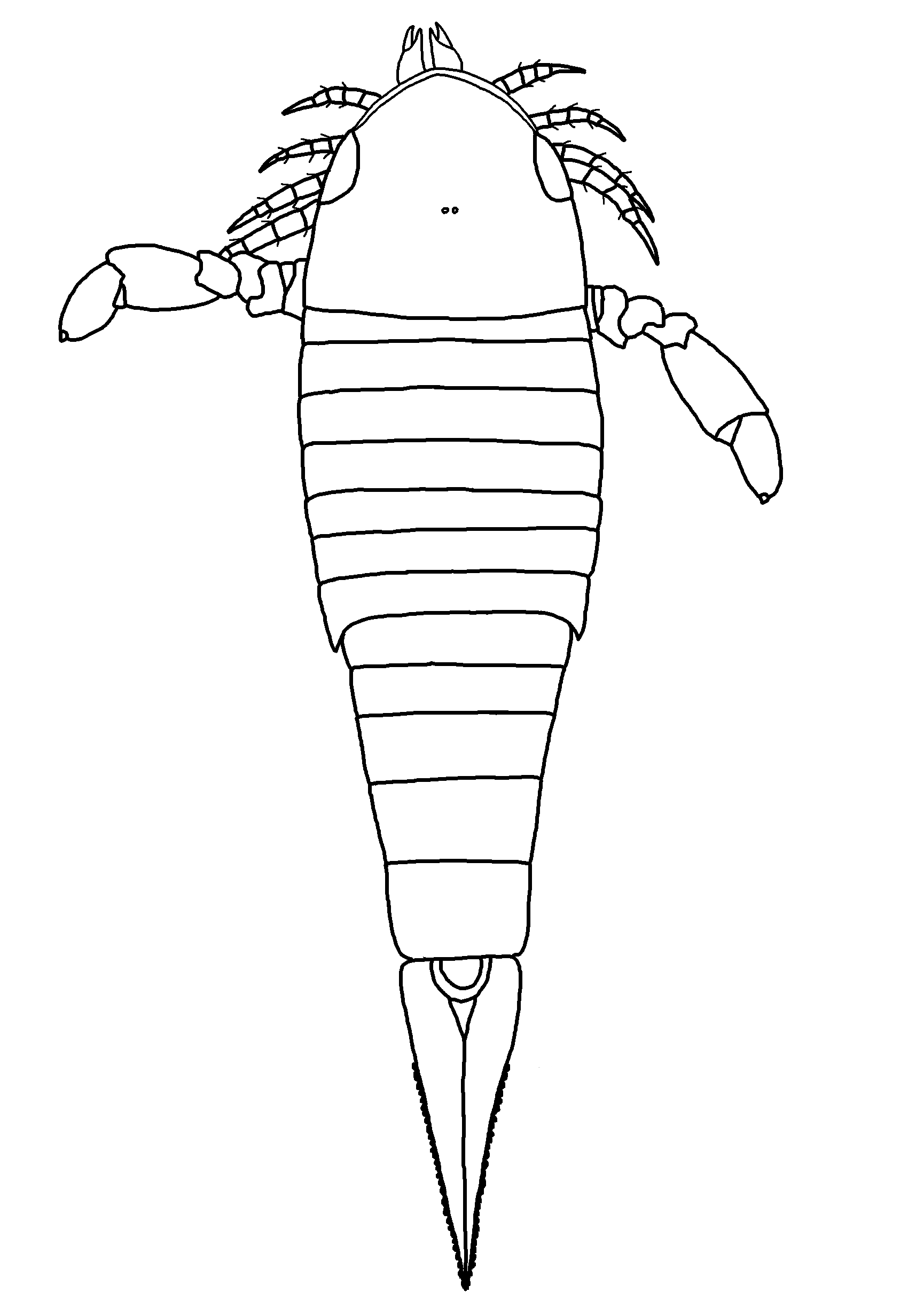
Reconstrucción de Herefordopterus banksii. Considerada una especie de Hughmilleria desde 1859, en 2006 se concluyó que H. banksii representaba un género propio.

- Braddy, Selden y Truong describieron la especie Rhinocarcinosoma dosonensis.[74]

2003
- Tollerton revisa los géneros de euriptéridos del Ordovícico de Nueva York, determinando que muchos de ellos se basan en pseudofósiles y, por lo tanto, son inválidos.[93]

2004
- Poschmann reasignó la especie Rhenopterus sievertsi a Adelophthalmus.[78]

2005
- Selden, Corronca y Hünicken reconocieron a Megarachne servinei como un euriptérido micteróptido.[94]

2006
- Se interpretó a Hughmilleria banking como un nuevo género, Herefordopterus . Además, la especie Hughmilleria acuminata fue sinonimizada con Herefordopterus banksii .
- Evgenyi S. Shpinev describió la especie Adelophthalmus irinae.[95]

2007
- Tetlie, Selden y Ren describieron la nueva especie Hughmilleria wangi.[96]
- Miller y Tetlie determinan que Bunodella representa una especie indeterminada de Acutiramus, no formalmente sinonimizado y se considera un nomen dubium.[97]
- Poschmann y Tetlie determinan que Jaekelopterus era un pterigótido altamente derivado, no una forma basal como se suponía anteriormente: el euriptérido más grande conocido.[98]
- Tetlie describió la nueva especie Pterygotus sarlei.[99]
- Ciurca y Tetlie transfieren la especie Pterygotus waylandsmithi a Erettopterus. Concluyeron que P. monroensis era sinónimo de E. osiliensis.[54]
- Tetlie sugiere que Dorfopterus podría representar un telson de Strobilopterus princetonii y tentativamente sinonimiza a Dorfopterus en la especie.[100]

2008
- Tetlie y Poschmann reclasifican a Hughmilleria patteni como parte de su propio género, Eysyslopterus.[101]

2009
- Tetlie y Briggs erigen el nuevo género Ciurcopterus para contener las especies Pterygotus ventricosus y Pterygotus sarlei.[99]

### década de 2010
2012

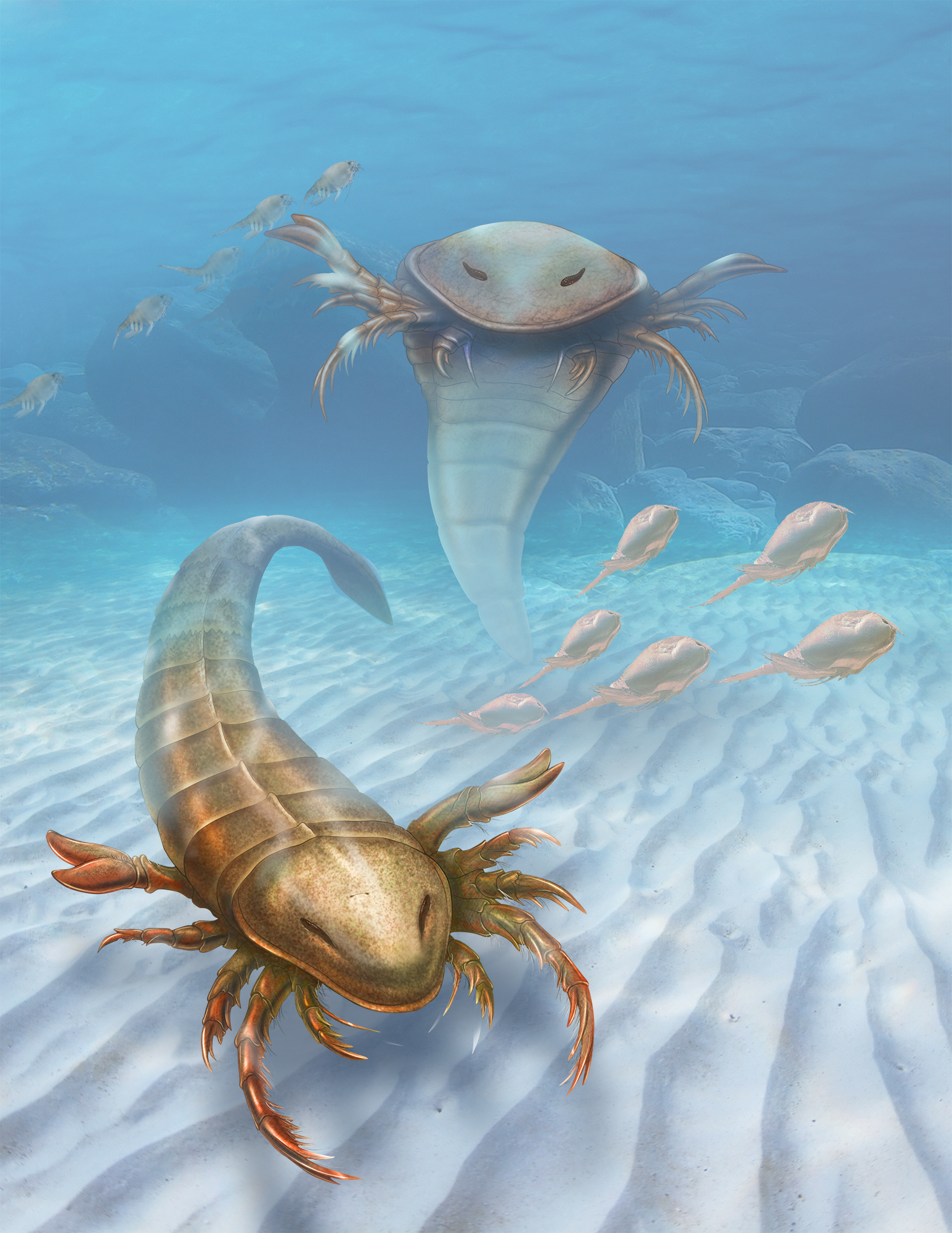
Reconstrucción de Pentecopterus decorahensis. Descrito en 2015, Pentecopterus es el euriptérido más antiguo conocido.

- Shpinev describió las nuevas especies Parahughmilleria longa y Nanahughmilleria notosibirica.[102]
- Shpinev describió las nuevas especies Adelophthalmus kamyshtensis y Adelophthalmus dubius.[103]
- Lamsdell publica un análisis filogenético que considera que Merostomata no es válido, ya que Xiphosura es parafilético, y descubre que los euriptéridos están más estrechamente relacionados con los arácnidos que con los cangrejos herradura.[90]
- Jason A. Dunlop y Lamsdell señalaron que Eusarcana tiene prioridad sobre Paracarcinosoma como nombre de reemplazo para Eusarcus, designando a Paracarcinosoma como un sinónimo menor de Eusarcana.[41]
- Lamsdell reasignó Hibbertopterus permianus a Campylocephalus como Campylocephalus permianus.[85]

2013
- Lamsdell, Simonetto y Selden describieron la especie Adelophthalmus piussii, el primer euriptérido descubierto en Italia.[104]
- La sugerencia de Tetlie de que Dorfopterus es un telson de Strobilopterus princetonii es cuestionada por Lamsdell y Selden.[105]

2015
- Poschmann transfirió Erieopterus statzi al género Parahughmilleria. Se describe el nuevo género y especie Wiedopterus noctua.[106]
- Lamsdell et al. describieron el nuevo género y especie Pentecopterus decorahensis, el euriptérido más antiguo conocido hasta la fecha.[107]
- Se realiza un estudio sobre los ojos de los euriptéridos pterigótidos y determinan que los géneros incluidos en la familia, como Jaekelopterus, Acutiramus y Ptergyotus, tenían adaptaciones divergentes, lo que sugiere que tenían diferentes roles ecológicos a pesar de su gran parecido externo.[108]

2017
- Vrazo y Ciurca describieron el nuevo icnogénero e icnoespecie Arcuites bertiensis, interpretados como rastros de un euriptérido nadador.[109]

2018
- Plax et al. describieron el nuevo género y especie Soligorskopterus tchepeliensis.[110]
- Shpinev y Filimonov describieron la nueva especie Adelophthalmus khakassicus.[111]

2019
- Emily Hughes concluye que los géneros Cyrtoctenus y Dunsopterus representan sinónimos menores de Hibbertopterus.
- Se publica un estudio  comparando los ojos de Jaekelopterus con los de cangrejos herradura, arácnidos y otros artrópodos.[112]
- Naugolnykh y Areshin describen la nueva especie Soligorskopterus shpinevi.[113]

### Década de 2020
2020
- Russell DC Bicknell, Patrick M. Smith y Poschmann clasifican la especie Pterygotus australis como un nomen dubium.[114]
- Poschmann describe el nuevo género y especie Pruemopterus salgadoi.[115]
- Lamsdell et al. describen la nueva especie Adelophthalmus pyrrhae.[116]

2021
- Brandt publica un estudio sobre las posibles relaciones entre la morfología de los euriptéridos, la facilidad con la que los miembros de este grupo experimentaban la ecdisis y analiza la longevidad de las especies de euriptéridos.[117]
- Wang et al. describen Terropterus xiushanensis, el género y especie de euriptérido descrito más recientemente hasta la fecha.[2]